# Robbie Williams (snookerspeler)
Robbie Williams (Wallasey, 28 december 1986) is een Engels professioneel snookerspeler. Zijn beste resultaat is een halvefinale op de Indian Open van 2013. In 2022 haalde hij ook een halvefinale nadat hij onder meer van Jack Lisowski en Mark Selby had gewonnen op de Snooker Shoot-Out.

Een kwartfinale speelde hij nog op het International Championship 2017 nadat hij bij de laatste zestien Neil Robertson met 6-2 aan de kant had gezet. Op het English Open van 2020 kwam Williams ook tot de kwartfinale. Nu verloor hij echter van Robertson.

## Wereldkampioenschap
Hoofdtoernooi (laatste 32 of beter):
| #  | Seizoen   | Editie  | Prestatie  | Extra                               |
| -- | --------- | ------- | ---------- | ----------------------------------- |
| 1. | 2013/2014 | WK 2014 | Laatste 32 | Verloor met 10-2 van Neil Robertson |
| 2. | 2014/2015 | WK 2015 | Laatste 32 | Verloor met 10-7 van Stuart Bingham |
| 3. | 2015/2016 | WK 2016 | Laatste 32 | Verloor met 10-8 van Ricky Walden   |
| 4. | 2023/2024 | WK 2024 | Laatste 32 | Verloor met 10-6 van Mark Allen     |